# Stéphanie Kuder
Stéphanie Kuder (geboren 11. Mai 1910 in München; gestorben Juni 1986) war eine französische Widerstandskämpferin.

## Leben
Kuders Eltern waren der im Elsass tätige Maler René Kuder und dessen 1909 geheiratete Ehefrau Mathilde Vollmair.
Ab Oktober 1935 arbeitete Kuder im Sekretariat der Philosophischen Fakultät der Université de Strasbourg. Nach dem Beginn der deutschen Besetzung Frankreichs im Zweiten Weltkrieg wurde sie Mitglied des französischen Widerstands-Netzwerkes Réseau Mithridate. In der Universität stellte sie Studenten gefälschte Ausweise aus.
Am 25. November 1943 wurde sie bei einer Razzia verhaftet. Auf der von der SS angelegten Karteikarte war als ihr Beruf „Sekretärin“ eingetragen.
Kuder wurde vor ihrer Deportation zunächst ins Lager Compiègne verbracht, bevor sie am 31. Januar 1943 im KZ Ravensbrück ankam. Von dort erreichte sie am 24. Juni 1944 das KZ-Außenlager Hannover-Limmer, wo sie als Zwangsarbeiterin bei der Continental AG eingesetzt wurde.  Im Lager wurde sie zur Blockältesten für einen der beiden Häftlingsblocks bestimmt.
Ihre Mitgefangenen bezeichnete Stéphanie Kuder durchweg als positiv:
- Cécile Huk: „[...] Kameradin [und] außergewöhnliche Frau, [...] die für unsere Interessen eintrat“ und „außer äußeren Qualitäten auch über innere Qualitäten verfügt[e]“.[1]
- S. Rohner: „[...] eine sehr gute Kameradin“.[1]
- J. Lorge betonte, dass Kuder als Blockälteste mit ihren Kameradinnen „unter einer Decke steckte“.[1]

Kurz vor Kriegsende erreichte Kuder durch einen Todesmarsch das KZ Bergen-Belsen, wo sie eine Woche später am 15. April 1945 befreit wurde. Der Offizier der britischen Besatzungstruppen Derrick Sington berichtete in seinem später erschienenen Buch Die Tore öffnen sich, dass Stéphanie Kuder „dem Internationalen Komitee von 15 ehemaligen Häftlingen angehörte, das nach der Befreiung in Bergen-Belsen gebildet worden war“.
Am 1. Juni 1945 kehrte Stéphanie Kuder nach Frankreich zurück. Dort wurde sie als „Directrice du Comité des Œuvres en faveur des Etudiants de'l Université de Strasbourg“ die Leiterin des Straßburger Studentenwerks.
Für ihre Widerstandstätigkeit wurde Stéphanie Kuder mit der Verleihung des französischen Verdienstordens Médaille de la Résistance geehrt. Sie starb im Juni 1986 im Alter von 76 Jahren.

## Stéphanie-Kuder-Straße

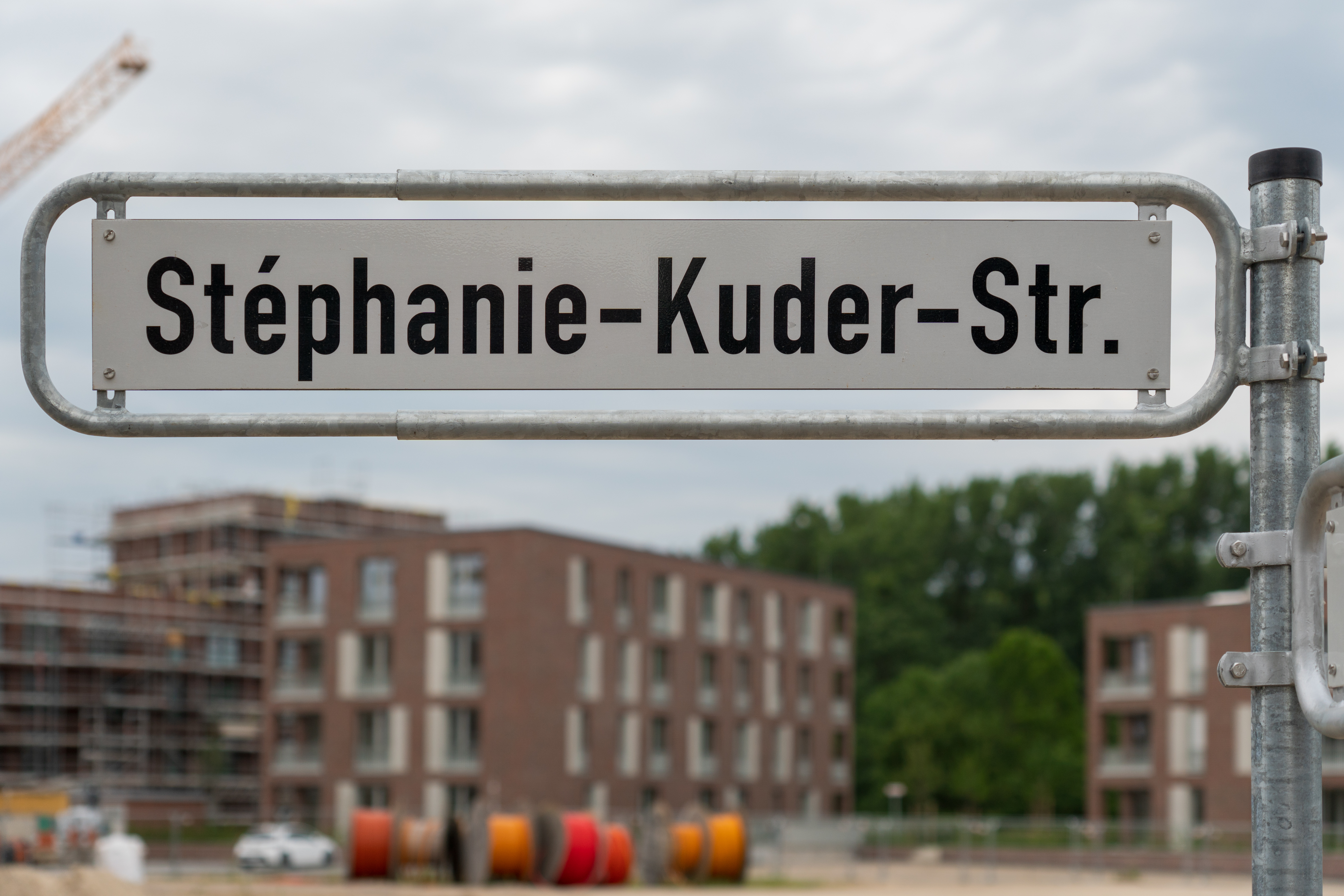
Straßenschild Stéphanie-Kuder-Straße in Hannover

Seit 2018 ist eine neu angelegte Straße auf dem Gelände des ehemaligen Zweigwerks der Continental AG in Hannover nach Stéphanie Kuder benannt.